# Muhamed Kesra
Muhamed Kesra Hakeem (ur. 25 października 1996) – sudański piłkarz grający na pozycji środkowego obrońcy. Od 2021 jest zawodnikiem klubu Hay Al-Arab SC.

## Kariera klubowa
Swoją karierę piłkarską Kesra rozpoczął w klubie Al-Chartum, w barwach którego zadebiutował w 2015 roku w pierwszej lidze sudańskiej. W 2021 roku przeszedł do Hay Al-Arab SC.

## Kariera reprezentacyjna
W reprezentacji Sudanu Kesra zadebiutował 2 stycznia 2022 w zremisowanym 0:0 towarzyskim meczu z Zimbabwe, rozegranym w Jaunde. W 2022 roku został powołany do kadry na Puchar Narodów Afryki 2021. Na tym turnieju rozegrał jeden mecz grupowy, z Nigerią (1:3).